# Europees-mediterrane kampioenschappen boogschieten 2002 (outdoor)
De Europees-mediterrane kampioenschappen boogschieten 2002 waren door de European & Mediterranean Archery Union (EMAU) georganiseerde kampioenschappen voor boogschutters. De 17e editie van de Europees-mediterrane kampioenschappen outdoor vonden plaats in de Finse stad Oulu van 22 tot 27 juli 2002.

## Resultaten
| M/V                    | Onderdeel                                                 | Goud                                                                    | Zilver                                                                   | Brons |
| Mannen                 |                                                           |                                                                         |                                                                          |       |
| Recurve - individueel  | Michele Frangilli                                         | Balzjinima Tsyrempilov                                                  | Ilario Di Buò                                                            |       |
| Recurve - team         | FRA Jocelyn de Grandis Olivier Tavernier Willy Ardiet     | NED Wietse van Alten Ron van der Hoff Pieter Custers                    | ITA Ilario Di Buò Michele Frangilli Marco Galiazzo                       |       |
| Compound - individueel | Michele Palumbo                                           | Björn Andersson                                                         | Fred van Zutphen                                                         |       |
| Compound - team        | NED Guido van den Bosch Peter Elzinga Fred van Zutphen    | SLO Tevž Grögl Tomaž Hodnik Dejan Sitar Rajko Usai                      | FRA Jean-Marc Beaud Claude Brunstein Denis Vanez Stéphane Sauvignan      |       |
| Vrouwen                |                                                           |                                                                         |                                                                          |       |
| Recurve - individueel  | Natalia Valeeva                                           | Derya Uraz                                                              | Justyna Mospinek                                                         |       |
| Recurve - team         | RUS Natalja Bolotova Jelena Dostaj Margarita Galinovskaja | POL Iwona Marcinkiewicz Justyna Mospinek Wioletta Myszor                | UKR Kateryna Palecha Olena Sadovnytsja Kateryna Serdjoek                 |       |
| Compound - individueel | Anna-Liisa Tuuttu                                         | Petra Dortmund                                                          | Catherine Pellen                                                         |       |
| Compound - team        | RUS Anna Bologova Natalja Bolotova Sofia Gontsjarova      | FIN Anne Laurila Anne Sjöroos Sirkka Sokka-Matikainen Anna-Liisa Tuuttu | FRA Catherine Deburck Valérie Fabre Catherine Pellen Sandrine Vandionant |       |

## Medaillespiegel
| Plaats | Land      | Goud | Zilver | Brons | Totaal |
| 1      | Italië    | 3    | 0      | 2     | 5      |
| 2      | Rusland   | 2    | 1      | 0     | 3      |
| 3      | Nederland | 1    | 1      | 1     | 3      |
| 4      | Finland   | 1    | 1      | 0     | 2      |
| 5      | Frankrijk | 1    | 0      | 3     | 4      |
| 6      | Polen     | 0    | 1      | 1     | 2      |
| 7      | Duitsland | 0    | 1      | 0     | 1      |
| 7      | Slovenië  | 0    | 1      | 0     | 1      |
| 7      | Turkije   | 0    | 1      | 0     | 1      |
| 7      | Zweden    | 0    | 1      | 0     | 1      |
| 11     | Oekraïne  | 0    | 0      | 1     | 1      |
| Totaal | Totaal    | 8    | 8      | 8     | 24     |